# Judenschutz
Der Judenschutz war ein Rechtsprinzip zur Regelung des Status jüdischer Minderheiten, das von der späten römischen Antike bis ins 19. Jahrhundert die Rahmenbedingungen jüdischer Existenz im deutschen Reichsgebiet bestimmte und sich sowohl im kirchlichen als auch im weltlichen Recht niederschlug.

## Kirchliches Recht
Mit der Christianisierung des spätantiken Römischen Reiches infolge der Konstantinischen Wende wurde das Christentum gefördert und Ende des 4. Jahrhunderts zur Staatsreligion erhoben. Die Rolle des Judentums im mittelalterlichen lateinischen Westen unterlag neben der weltlichen Gesetzgebung auch zunehmend dem Einfluss der Kirche.
Päpstliche Schutzgarantien für Juden sind zuerst aus dem Pontifikat Gregor des Großen (590–604) überliefert.
Weil Juden die auf Christus bezogene Deutung der alttestamentlichen Prophetie ablehnten und der katholischen Kirche als Christusmörder galten, standen sie unter dem generellen Verdacht der Gotteslästerung. Anders als Häretikern wurde ihnen das Lebensrecht jedoch nicht abgesprochen, da sie als Zeugen des Todes Christi einen notwendigen Teil der christlichen Heilsgeschichte darstellen. Verschiedene päpstliche Sicut-Judaeis-Bullen garantierten den Juden vom 12. bis ins 15. Jahrhundert deshalb Schutz vor Tötung, Vertreibung und Zwangstaufen. Zugleich sollten die Christen nach der vatikanischen Judenpolitik aber auch vor dem Einfluss der jüdischen Gemeinden geschützt werden (Prinzip von der doppelten Schutzherrschaft). Denn das rabbinische Judentum hatte seinerseits auf der Synode von Jabne 95 n. Chr. das Judentum für unvereinbar mit dem Christentum erklärt. Jesus sei ein falscher Prophet. Das Achtzehnbittengebet wurde um besondere Verwünschungen gegen „Ketzer“ („Birkat ha-minim“) erweitert. Judenchristen mussten den Synagogen fernbleiben. Das beiderseitige Bedürfnis nach Separation kam beispielsweise im Verbot der interreligiösen Mischehe sowohl nach christlichem als auch nach jüdischem Recht zum Ausdruck.

## Weltliches Recht
Die kaiserlichen Maßnahmen in römischer Zeit variierten von relativer Toleranz bis hin zu eher feindseligen Maßnahmen. Dennoch blieb das Judentum nach der Christianisierung des Reiches die einzige explizit erlaubte Religion neben dem Christentum.
Ausgehend von den Vorstellungen im Kirchenrecht bestand der Judenschutz in einem rechtlichen Sonderstatus aufgrund von Schutzverträgen zwischen einzelnen Personen oder Familien und dem Landesherrn, der zu Beginn der Frühen Neuzeit immer stärker kollektiven Charakter in Form von regionalen Judenordnungen gewann. In diesem Zusammenhang entstand auch der Begriff der Schutzjuden, die im Unterschied zu nichtsesshaften Betteljuden Aufnahme in eine städtische Gemeinschaft gefunden hatten. Die Hofjuden wie beispielsweise Joseph Süß Oppenheimer waren zusätzlich mit besonderen Privilegien einzelner Fürstenhöfe ausgestattet.

### Judenregal und Judenordnungen

#### Sozioökonomische Bedeutung
Das Leben unter einem besonderen Rechtsstatus stellte im Mittelalter und der Frühen Neuzeit keineswegs etwa Besonderes dar – generell herrschte in dieser Zeit ein Rechtsquellenpluralismus. Die Befugnis, für gewisse Personen oder ganze Klassen etwa durch Erteilung von Privilegien oder Gnadenerweisungen besondere Rechtszustände (iura singularia) zu schaffen, gehörte zur legitimen Ausübung von Staatsgewalt und den anerkannten Hoheitsrechten. Dies galt beispielsweise neben den Juden auch für den Klerus (privilegia clericorum), den Adel (privilegia nobilium), die Kaufleute (privilegia mercatorum) oder Handwerker.
Anknüpfend an die theologisch legitimierte Knechtschaft im Schicksal der Diaspora stellte das Judenregal diese in einen herrschafts- und vermögensrechtlichen Zusammenhang.
Die Grundlage bildeten zeitgebundene theologische Vorstellungen, welche Juden als prinzipiell minderberechtigt sowie schutzbedürftig einstuften. Kirchliches und weltliches Recht beinhalteten jeweils eigene Schutzbefugnisse, in denen die Ansprüche der mittelalterlichen Gewalten des Papsttums und des Kaisertums wurzelten.
Neben den Regalien im engeren Sinn trug auch das Judenregal zur Finanzierung des Herrscherhaushalts bei.

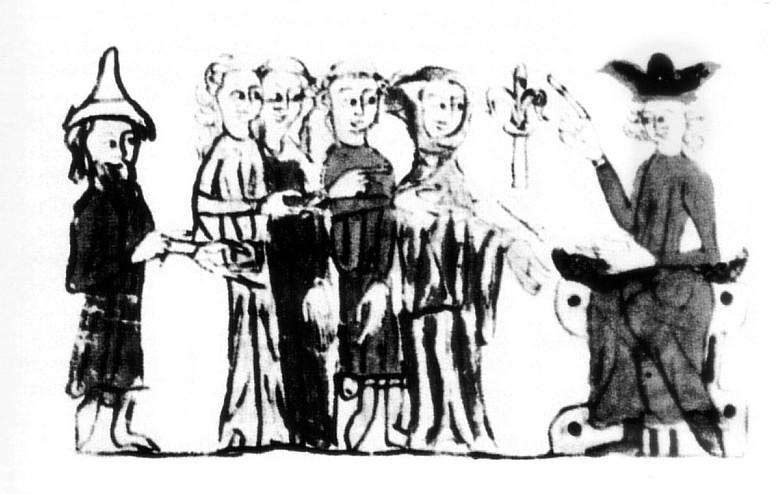
Schutzjude (li., mit „Judenhut“) und König im Sachsenspiegel, 1220

#### Ausgestaltung
Das Judenregal berechtigte den Schutzherrn zum Erlass von Judenordnungen betreffend Handels- und Durchzugsverbote, Bekleidungs- und Kennzeichnungspflichten durch Tragen einer Judentracht oder eines Gelben Rings sowie Leibzollforderungen. Es erstreckte sich auf Regelungen zur Ansiedlung in bestimmten Wohnvierteln (Ghettos), die Besteuerung, die Gewährleistung von Rechtsschutz sowie einzelne Gebote und Verbote. Der Judenschutz wurde sowohl regional als auch von den einzelnen geistlichen und weltlichen Fürsten sehr unterschiedlich gehandhabt.
Der Königsfrieden, unter den unterschiedlichste Personen gestellt werden konnten, war von alters her eine Einkunftsquelle für die königlichen Kassen. Juden spielten dabei eine herausragende Rolle. Schon in der Karolingerzeit wurden die Juden gegen Zahlung eines Schutzzinses unter königlichen Schutz gestellt und erhielten dafür Zollbefreiungen und vereinzelte königliche Privilegien. Die Karolinger unterschieden verschiedene Statusgruppen von Juden, die aber nicht als Leibeigene angesehen wurden.
Im Wormser Privileg von 1090 erneuerten und verbesserten die Salier den Judenschutz und unterstellten sie der königlichen Kammer. Friedrich II. unterstellte sich 1236 alle Juden reichsweit als königliche Kammerknechte und gewährte ihnen Schutz vor Verfolgungen gegen die Zahlung von Schutzgeldern. Schutzbriefe wurden nicht mehr von Fürsten oder Bischöfen an einzelne oder Gruppen von Juden vergeben wie im frühen Mittelalter, sondern sie waren der kaiserlichen Kammer zinspflichtig. Dieses Steuerprivileg war übertragbar. Infolgedessen wiesen nach 1241 auch Steuerlisten deutscher Städte eine „Reichsjudensteuer“ auf. Mit dieser rechtlichen Konstruktion knüpfte er an den Begriff der Regalien an.
Unter Rudolf von Habsburg (1218–1291) wurde das Judenregal als königliche Leibeigenschaft interpretiert, woraus sich das Recht ableitete, Juden gegebenenfalls entschädigungslos zu enteignen. Seit dem Interregnum in der Mitte ces 13. Jahrhunderts verlieh der König das Judenregal an die emporkommenden deutschen Territorialfürsten. Karl IV. schützte zwar die Juden in seinem eigenen Hausmachtbereich, tat jedoch nichts zu ihrem Schutz auf Reichsebene. In der Goldenen Bulle übertrug er dann 1356 das Judenregal auf die Kurfürsten. Aus der ursprünglich persönlichen Bindung an den Kaiser wurde nun eine verkäufliche Ware, die auch verliehen und beliehen werden konnte. Aus dem Schutzinstrument wurde das Gegenteil: aus aktiven „Teilnehmern am wirtschaftlichen Geschehen“ wurden „Objekte der Wirtschaftspolitik“, deren Duldung von den wirtschaftlichen Interessen des Inhabers des Judenregals abhing.
Der Schutzbrief von König Sigismund vom 15. Oktober 1414 beinhaltete etwa für die Heilbronner Juden, dass sie als Gläubiger Anspruch auf Erfüllung ihrer Forderung hätten. Weiter wurden ihnen auch der Anspruch auf Schutz des Eigentums und der körperlichen Unversehrtheit, der Anspruch auf Freizügigkeit und der Anspruch auf Religionsfreiheit eingeräumt. Der Gerichtsstand war in weltlichen bzw. religiösen Angelegenheiten das Gericht zu Heilbronn bzw. der Rabbiner zu Heilbronn. Schließlich wurden noch Abgaben an die königliche Kammer Heilbronn dort geregelt. Auszug aus dem Schutzbrief:
- 2. Artikel: item daz man ouch ir lebe und ir gute in steten dorfern und uf dem velde, uf strassen und uf wassern beschirmen solle, und daz in alle strazen offen sin sollen...
- 3. Artikel: item daz man ouch die vorgenannten juden und judin mit keinerley zollen oder sachen uf wasser und uf lande beswaren solle, ussgenommen der zolle, die unserer vorfaren Romisch keiser und kunige ufgeseczt haben….
- 4. Artikel: item daz man ouch keine der vorgenannten juden, ir wibere oder ir kindere zu der toufe dringen solle.

Aufgrund von Judenordnungen zugelassene Juden wurden in einigen Territorien des Heiligen Römischen Reichs als „vergleidete Judenschaft“, also mit Geleit- bzw. Schutzrecht ausgestattete, dem Judenschutz unterliegende Juden, bezeichnet. Im Gegensatz dazu standen „unvergleidete“ Juden, die sich ohne eine entsprechende Zulassung in einem Territorium aufhielten.

### Emanzipation
Über das Revidierte General-Privileg im Königreich Preußen von 1750 und das Preußische Judenedikt von 1812 emanzipierten sich die ehemaligen Schutzjuden mit Abschaffung der Leibeigenschaft und der Emanzipationsgesetzgebung zu Beginn des 19. Jahrhunderts zu gleichberechtigten Bürgern.
Noch 1833 unterteilte jedoch der Preußische Staat die Juden in Posen „in naturalisirte juden und schutzjuden […]. der schutzjude durfte weder das bürgerrecht in den gemeinden erwerben noch in eine andere provinz übersiedeln.“ Die Naturalisierung (Einbürgerung) hingegen war eine Aufnahme „in den einheimischen staatsverband […]. mit dem recht oder den freiheiten seiner nation begaben.“ Als Schutzjuden wurden dort jene bezeichnet, die ortsansässig also lateinisch judaeus sub protectione superiorum ‚Juden unter dem Schutz der Obrigkeit‘ waren, im Gegensatz zu jenen die nur temporär zureisten.

## Auswirkungen
Mitte des 14. Jahrhunderts kam es weithin zu Pestpogromen durch die Bevölkerung, im Zusammenhang mit Reformation und Gegenreformation auch zu Vertreibungen von Seiten der jeweiligen Herrscher, beispielsweise 1525 in Haigerloch oder 1555 in Stadtlengsfeld. Das Statut von Kalisch mit seinen über Jahrhunderte stabilen Regelungen führte daher seit 1264 zu einer beständigen jüdischen Einwanderung in Polen und der für Osteuropa typischen Siedlungsform im Schtetl.
Bedingt durch weit verbreitete Zerrbilder und Stereotype sowie wirtschaftliche Konkurrenz in den Städten führte die rechtliche Ungleichbehandlung auch dazu, dass lokale machtpolitische Konflikte zulasten der jüdischen Bevölkerung ausgetragen wurden, beispielsweise 1349 in Straßburg oder 1612 bei der Plünderung der Judengasse während des Fettmilch-Aufstands in Frankfurt am Main.
Inwieweit religiöser Antijudaismus innerhalb der christlichen Kirchen, insbesondere die Haltung Papst Pius’ XII.,  die rassistische Gesetzgebung in der Zeit des Nationalsozialismus (Nürnberger Gesetze) und der privat motivierte „Radau-Antisemitismus“ die historisch beispiellose sog. Endlösung der Judenfrage durch staatlich organisierten Massenmord mitbestimmt haben, ist in der Holocaustforschung im Einzelnen umstritten.
Die christlich-jüdischen Beziehungen wurden in der 2. Hälfte des 20. Jahrhunderts durch die Erklärung Nostra aetate des Zweiten Vatikanischen Konzils, die von jüdischer Seite mit der Erklärung Dabru Emet beantwortet wurde, im Sinne eines gemeinsamen Erbes im Alten Testament neu bestimmt. Umstritten geblieben ist die Karfreitagsfürbitte für die Juden in der katholischen Liturgie.
Gemäß dem Gleichheitssatz in Art. 3 Abs. 3 des deutschen Grundgesetzes darf niemand ohne sachlich rechtfertigenden Grund wegen seines Glaubens benachteiligt oder bevorzugt werden.
Seit 1950 besitzt der Zentralrat der Juden in Deutschland den Status einer Körperschaft des öffentlichen Rechts. Im Staatsvertrag zwischen der Bundesrepublik Deutschland und dem Zentralrat vom 27. Januar 2003 wurde in Ansehung  „der besonderen geschichtlichen Verantwortung des deutschen Volkes für das jüdische Leben in Deutschland und des unermesslichen Leides, das die jüdische Bevölkerung in den Jahren 1933 bis 1945 erdulden musste,“ eine  kontinuierliche und partnerschaftliche Zusammenarbeit sowie eine jährliche finanzielle Unterstützung durch die Bundesrepublik Deutschland geregelt.